# Expeditionsstil
Als Expeditionsstil wird eine Stilart des Höhenbergsteigens, vor allem in außeralpinen Gebieten, bezeichnet. Sie ist gekennzeichnet durch hohen materiellen und personellen Einsatz. Auf dem Weg zum Berg werden Träger eingesetzt. Am Berg selbst wird die Route durch Verlegung von Fixseilen und der Einrichtung von mehreren Lagern präpariert. Die zu begehende Route wird anschließend von kleinen Seilschaften, ggf. mit Unterstützung von Hochträgern, begangen. Der Abstieg erfolgt nur selten unmittelbar bis zum Basislager. Oftmals übernachten die Bergsteiger in höher gelegenen Lagern vor dem Abstieg.